# Flame (računalniški virus)

## Računalniški virus Flame?
Flame je računalniški virus imenovan tudi kot Flamer, sKyWlpe ali, Skywiper, je bil ustvarjen s strani obveščevalnih služb Združenih držav Amerike in Izraela predvsem z namenom zbiranja podatkov in sabotažo računalniških sistemov v nekaterih državah na Bližnjem vzhodu. Primarna tarča je bila islamska republika Iran.

## Storilec in žrtev
Za razvoj tega programskega virusa naj bi bile odgovorne nekatere ameriške obveščevalne službe z National Security Agency (NSA) in Centralno obveščevalno agencijo (CIA) v glavni vlogi. Sodelovala pa naj bi tudi država Izrael, natančneje izraelska vojska. Cilj sodelovanja teh dveh držav je bil onesposobiti oziroma upočasniti iranski jedrski program in s tem zmanjšati njihovo politično moč na Bližnjem vzhodu. Poleg Irana so bile na Bližnjem Vzhodu napadene še države Palestina, Sudan, Sirija, Libanon, Sadova Arabija in Egipt; najdeni pa so bili tudi primeri napadov v Severni Ameriki in Evropi. Virus oziroma napako na sistemu so odkrili iranski računalniški strokovnjaki, ko so izgubili nekaj zelo pomembnih podatkov na računalnikih glavnega iranskega terminala za izvoz nafte. Takoj, ko so opazili izgubo podatkov so zaprosili za pomoč rusko računalniško varnostno podjetje Kaspersky Lab, ki je po podrobni analizi iranskega računalniškega sistema ugotovilo, da je izguba podatkov delo računalniškega virusa Flame.

## Razvoj in namen
Virus Flame je v maju leta 2012 odkrilo rusko računalniško podjetje Kaspersky Lab, ki je na prošnjo Mednarodne telekomunikacijske Zveze, analiziralo zlonamerno programsko opremo razširjeno na omrežjih nekaterih naftnih polj na Bližnjem vzhodu. Virus je podoben supervirusu Stuxnet, ki naj bi ga prav tako, skupaj z virusom Flame, razvile ZDA in Izrael v sklopu tajne operacije imenovane "Olimpijske igre". Oba računalniška virusa sta močno zakodirana in ju je težko odkriti. Zmožna sta delovanja  na visoko zaščitenih omrežjih, kot so na primer omrežja iranskega jedrskega programa. Ko enkrat virus Flame okuži računalniški programski sistem lahko nadzira monitorje, kamere in mikrofone. Omrežju lahko daje ter sprejema ukaze preko brezžičnega omrežja. Zaradi teh zmogljivosti lahko Flame posname pogovore preko programa Skype in ostalih komunikacijskih programov v okuženem sistemu. Prav tako pa lahko upravlja, fotografira in posreduje posnetke zaslona in ostale pomembne informacije na katerokoli napravo, ki je povezana z vmesnikom bluetooth. Virus se je pravzaprav prenašal po sistemih kot nadgradnja Microsoftove programske opreme. Flame lahko označimo kot program, ki je bil ustvarjen z namenom opravljanja vohunske dejavnosti. S tem virusom so ZDA skupaj s pomočjo Izraela napadle in okužile iranski jedrski objekt v Natanzu, kjer so Iračani bogatili Uran, s prioritetnim ciljem upočasniti razvoj jedrskega programa države Iran in njihovo bogatitev Urana.

## Zaščita
Boj proti tako kompleksnim virusom kot sta Flame in Stuxnet je zelo težaven, kljub močnim antivirusnim programom, ki jih poseduje Iran. Virus je sestavljen iz samo nekaj sto vrstic računalniške kode, protivirusni programi pa iz sto tisoče vrstic, ki jih je treba napisati za zaščito pred številnimi kategorijami sovražnikov. ZDA in Izrael posedujeta veliko finančno kapaciteto in zato lahko posledično brez  večjih problemov ustvarijo uničujoč virus. Kljub neizmerni zmogljivosti virusa Flame, njegov vdor v iranski sistem ni ostal neopažen. Tako je kmalu po napadu Iran prosil za pomoč rusko varnostno podjetje Kaspersky Lab in Madžarski Univerzitetni laboratorij CrySyS Lab. Obe službi sta potrdili, da virus vsebuje podobne kode oziroma je podobno kodiran, kot Stuxnet. Vendar vseeno ne morejo potrditi, da sta virusa delo istih proizvajalcev, prav tako pa ni nobenega dejanskega oziroma oprijemljivega dokaza, da je to sploh delo držav ZDA in Izraela.